# Chemische Graphentheorie
Die chemische Graphentheorie beschäftigt sich mit der Formalisierung und Anwendung von graphentheoretischen Prinzipien im Bereich der Chemie, speziell der Chemoinformatik. Gegenstand der chemischen Graphentheorie ist die Verarbeitung von Molekülstrukturen.
Wichtige Anwendungen sind die Aufzählung von Struktur-, Stereo- und Valenzisomeren sowie Reaktions- und Synthon-Graphen. Zu den Pionieren der Disziplin zählt Alexandru Balaban.

## Typische Moleküldarstellungen als Graph
Molekülstrukturen werden zumeist in Matrixform gespeichert, typische Darstellungsformen sind die
- Adjazenzmatrix, die so viel Spalten und Zeilen wie Atome aufweist und die das Vorhandensein der Verbindung der Atome verzeichnet
- Distanzmatrix, die so viel Spalten und Zeilen wie Atome aufweist die die Abstände zwischen zwei Atomen verzeichnet. Der Abstand kann die Anzahl der Bindungen auf dem kürzesten Weg sein oder der räumliche Abstand.
- Inzidenzmatrix, die so viel Spalten wie Atome und Zeilen wie Bindungen aufweist und die Atome verzeichnet, die die jeweilige Bindung miteinander verbindet.
- Bindungsmatrix, die eine Variante der Adjazenzmatrix ist, jedoch die Bindungsordnung mit verzeichnet.

Eine alternative Darstellung ist die Bindungsliste, die zumeist auch von Grafikprogrammen verwendet wird und Platz für mehr Informationen bietet. Die Bindungsliste enthält zumeist eine Liste von Atomen inklusive beispielsweise der Koordinaten, Atomtypen, Ladungen etc. und anschließend eine Liste der Bindungen mit der Angabe der verbundenen Atome inkl. der Bindungsordnung und weiterer geometrischer Informationen. Beispiele dafür sind INCHI und SMILES.